# Avro Canada CF-105 Arrow
Avro CF-105 Arrow е изтребител-прехващач, създаден от канадската компания A. V. Roe Canada Limited, в периода 1953 – 1959 г.
Серия от 5 тестови изтребители успешно преминават изпитания в 1958 – 1959 г., но програмата е закрита през 1959 г. от правителството на премиер-министъра Джон Дифенбейкър, чието противоречиво решение предизвиква множество политически дебати и спорове.
Проектът за разработка на изтребителя е основа на телевизионния минисериал „The Arrow“ (1997).

## История
Скоро след Втората световна война на въоръжение в СССР се появяват стратегическите бомбардировачи, способни да пренасят ядрено оръжие и да достигат територии в Северна Америка и Западна Европа. За да се противостоят на тази заплаха, западните страни започват да разрабатват изтребители, способни да прехващат бобмардировачи, преди те да достигнат целите.
Компанията A. V. Roe Canada Limited, която вече е разработила първият канадски реактивен изтребител Avro CF-100, започва работа над нов свръхзвуков изтребител за Канадските ВВС, в началото на 50-те години.
След дълги обсъждания за вида на изтребителят, било взето решено да бъде оборудван с делта-крило, с огромна площ, но сравнително тънко. Площта дава възможност за побиране на достатъчен запас гориво в резервоарите в крилата.
Също така били предложени и две версии на самолета: C104/1, с един двигател и C104/2, двудвигателен вариант. На новата машина се предполагало да се използват съвсем новите двигатели „Orenda TR.9“. Горещи дискусии между Avro и КВВС за характеристиките на новата машина довели до появата на прехващач с кодово име AIR 7 – 3, през април 1953 г.

## Задание
Съгласно спецификациите, бъдещият прехващач трябва да има следните хапактеристики:
- Екипаж от двама души
- Два двигателя (само такъв вариант задоволявал нуждите на КВВС)
- Обсег на действие 300 морски мили (556 км) в дозвуков режим, и 200 морски мили (370 км) в свръхзвуков режим на прехващач
- Способност да излита и каца от писта с дължина 1800 метра
- Свръхзвукова крайцерска скорост 1,5 Мах, на височина 15 000 m.
- Висока маневреност (възможност да изпълнява сложни фигури в полет с претоварване 2G, без да губи скорост и височина)
- Изтребителят трябва да достига скорост 1,5 Мах и височина 15 000 m, за по-малко от 5 минути след излитането.

На изтребителят се предполагало разполагането на система за управление на оръжията MX-1179, производство на Hughes Aircraft, в комплект с ракети въздух-въздух AIM-4 Falcon с топлинно и радиолокационно управляеми глави.
През декември 1953 г. проектът получава фининсиране в размер на 26 млн. долара за стартиране и създаване на тестов образец.
Първоначално на проекта не се отделяло голямо внимание, но през 1954 г., след приемането на въоръжение в Армията на СССР на реактивния бомбардировач М-4 и успешните изпитания на съветската водородна бомба, приоритът е променен. През март 1955 г. компанията производител получава около 260 миллиона долара за построяването на 5 изпитателни Arrow Mark 1 и последващо построяване на 35 серийни Arrow Mark 2.